# Domaine de Mutsuura
Le domaine de Mutsuura (六浦藩, Mutsuura-han) est un domaine féodal fudai japonais de l'époque d'Edo situé au sud de la province de Musashi dans ce qui est à présent la préfecture de Kanagawa. Il se compose de deux zones géographiques séparées, l'une dans le district de Kuragi, Musashi, et l'autre dans le district d'Osumi, province de Sagami, son quartier général se trouvant à Musashi dans ce qui fait maintenant partie de Kanazawa-ku. À cause de sa proximité avec la fameuse bibliothèque médiévale Kanazawa Bunko, il est connu sous le nom domaine de Musashi-Kanazawa (武蔵金沢藩, Musashi-Kanazawa-han) ou domaine de Bushū-Kanazawa (武州金沢藩, Bushū-Kanazawa-han) durant la période Edo, bien que le Kanazawa Bunko lui-même ne se trouve pas dans le territoire.

## Histoire
Le clan Yonekura, ancien obligé du clan Takeda de la province de Kai, prête serment à Tokugawa Ieyasu après que les Takeda ont été défaits par Oda Nobunaga et sert ensuite comme hatamoto dans le shogunat Tokugawa après la bataille de Sekigahara en 1603. Yonekura Masatada (米倉昌尹) (1637-1699), favorisé par le shogun Tokugawa Tsunayoshi, monte rapidement dans la hiérarchie jusqu'à atteindre le poste de wakadoshiyori en 1696. Les revenus supplémentaires fournis par cette situation l'amènent au-delà des 10 000 koku nécessaires pour devenir daimyō et il devient premier gouverneur du domaine de Mutsuura. Il est ensuite transféré au domaine de Minagawa dans la province de Kōzuke. Sa lignée s'éteint avec son petit-fils Yonekura Masateru (米倉昌照) (1683-1712) mais un fils de  Yanagisawa Yoshiyasu est choisi pour hériter du nom familial. Il choisit de s'appeler Yonekura Tadasuke puis est renvoyé au domaine de Mutsuura en 1722.
Le domaine de Mutsuura est une résidence fortifiée (jin'ya), ce qui lui interdit de construire un château. Il lui manque également un territoire d'un seul tenant puisqu'il est constitué d'un certain nombre de terres largement dispersées dans ce qui est de nos jours la zone qui recouvre les villes de Kanazawa-ku, Hadano et Hiratsuka. Bien que la jin'ya elle-même soit située dans au sud de l'actuelle Yokohama, le temple familial du clan est le temple de Zorin-ji dans Hadano.
Durant la période du Bakumatsu, le 8e et dernier daimyō, Yonekura Masakoto, se range du côté du nouveau gouvernement de Meiji durant la guerre de Boshin de la restauration de Meiji. Le domaine est renommé « domaine de Mutsuura » en juin 1868 pour éviter la confusion avec le Kanazawa dans la province de Kaga. Le domaine est aboli le 4 juillet 1871 lors de l'abolition du système han, se transformant en « préfecture de Mutsuura ». Le 4 novembre de cette même année, il est intégré dans la nouvelle préfecture de Kanagawa.

## Liste des daimyos
- Clan Yonekura (fudai) 1722-1871

| # | Nom                           | Dates     | Titre          | Rang                    | Revenus     |
| - | ----------------------------- | --------- | -------------- | ----------------------- | ----------- |
| 1 | Yonekura Tadasuke (米倉忠仰)  | 1722-1735 | 主計頭         | 5e inférieur (従五位下) | 12 000 koku |
| 2 | Yonekura Satonori (米倉里矩)  | 1735-1749 | -              | -                       | 12 000 koku |
| 3 | Yonekura Masaharu (米倉昌晴)  | 1749-1786 | Tango-no-kami  | 5e inférieur (従五位下) | 12 000 koku |
| 4 | Yonekura Masakata (米倉昌賢)  | 1786-1798 | Nagato-no-kami | 5e inférieur (従五位下) | 12 000 koku |
| 5 | Yonekura Masayoshi (米倉昌由) | 1798-1803 | Tango-no-kami  | 5e inférieur (従五位下) | 12 000 koku |
| 6 | Yonekura Masanori (米倉昌俊)  | 1803-1812 | Tango-no-kami  | 5e inférieur (従五位下) | 12 000 koku |
| 7 | Yonekura Masanaga (米倉昌寿)  | 1812-1860 | Tango-no-kami  | 5e inférieur (従五位下) | 12 000 koku |
| 8 | Yonekura Masakoto (米倉昌言)  | 1860-1871 | Tango-no-kami  | 3e (従三位), vicomte    | 12 000 koku |

## Source de la traduction
- (en) Cet article est partiellement ou en totalité issu de l’article de Wikipédia en anglais intitulé « Mutsuura Domain » (voir la liste des auteurs).